# 鞍

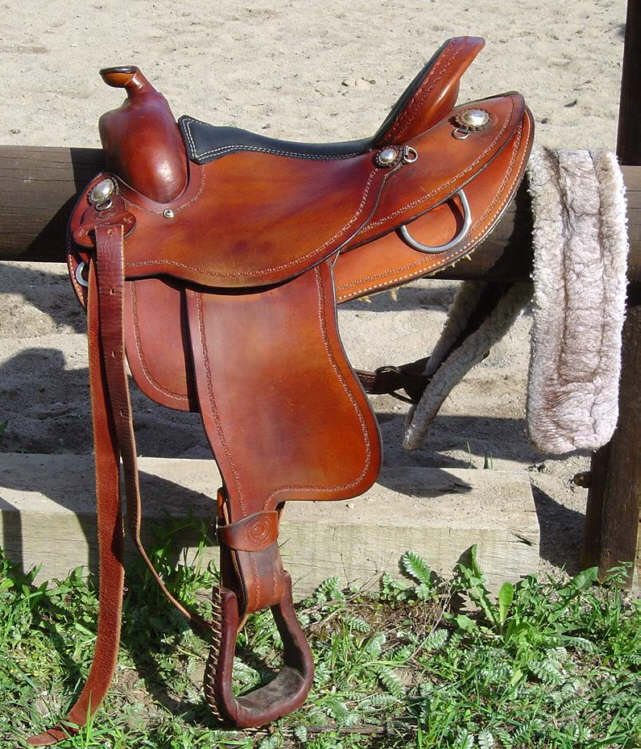
乗馬用の鞍（ウェスタン）。右は腹帯

鞍（くら）とは、人がウマに騎乗する際に用いる馬具の一種である。

## 概要

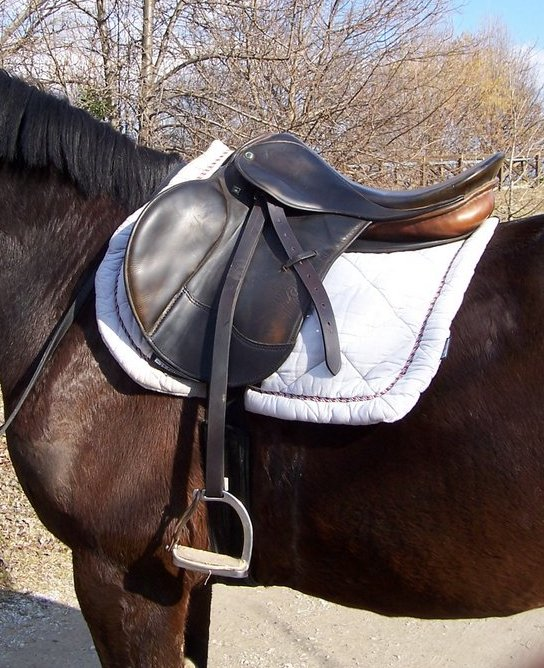
ブリティッシュの鞍

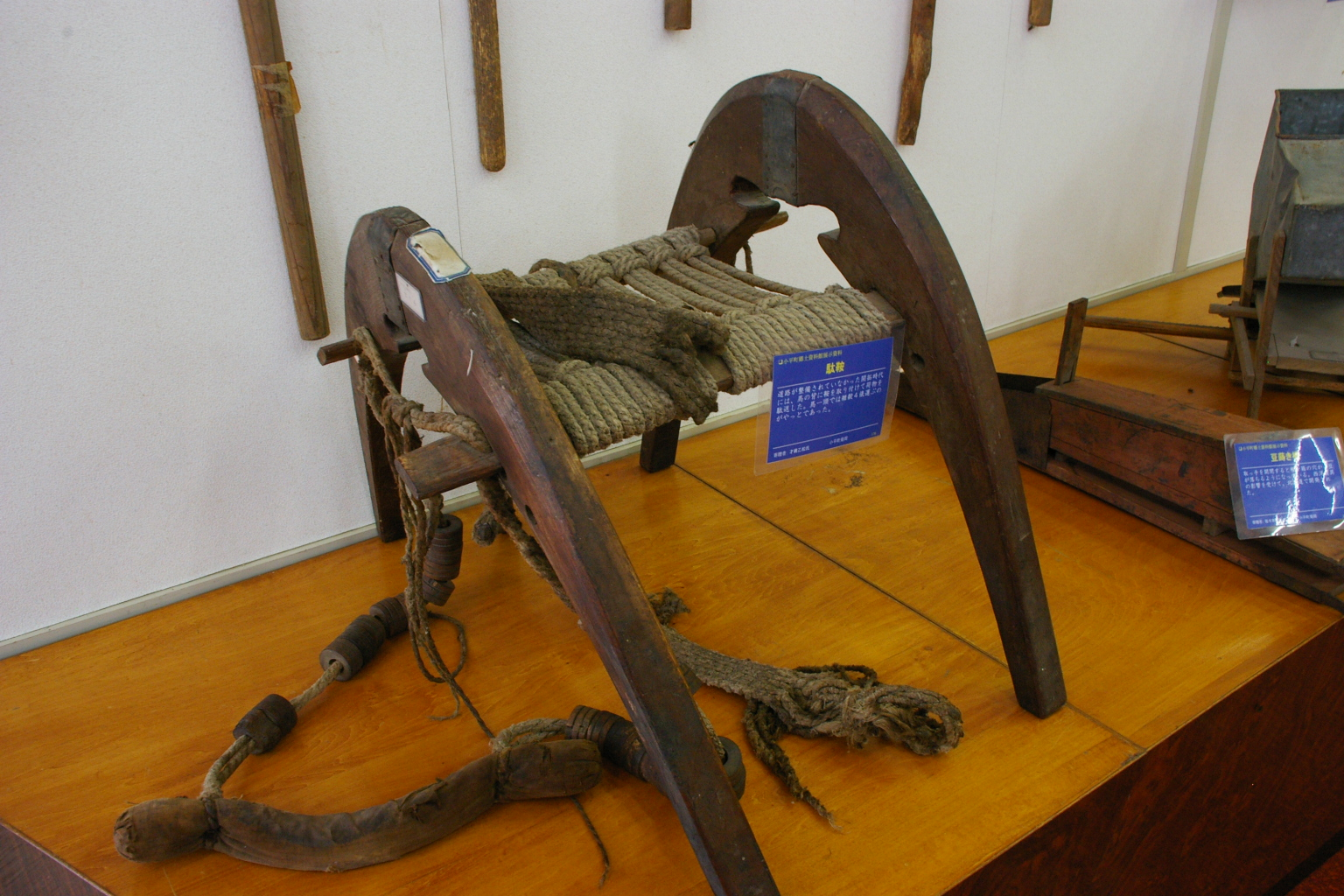
荷物運搬用の鞍

動物の骨格は物を運ぶ目的用には進化しておらず馬の背とは形状の異なる人の尻、物を運搬する器具の駄つけ畚（もっこ）等と動物の背中を拘束させるために鞍が誕生した。現代の乗馬のサドル（鞍）は馬の背中中央の緩やかに凹んだ馬の背と呼ばれる部分にクッション性が良く吸水性の優れた毛布やマット等（ゼッケン）をかぶせたあとに鞍を載せ、腹帯と呼ぶ10cm程度の幅広の帯を用いて鞍と馬の胴体を固定する。
木製の鞍は、中国の漢代に出現し、日本には古墳時代に伝わった。日本では長らく木製の鞍が存在したが、近代以降の鞍は圧倒的に皮製が多い。前近代の日本において鞍が木製であったのは、戦場において、馬上組討ちの際、鞍の前輪（まえわ）に相手の首を押さえつけて、絞め殺す必要性からであり、例として、『平家物語』の巴御前や『小田原北条記』巻二の三浦義同（永正13年）は、敵の首を前輪に押さえつけてねじ切っている（ねじ切る描写は誇張として、鞍が馬上組討ちに利用されたことが分かる内容となっている）。
乗馬用の鞍は、まず乗馬スタイルによってウェスタン（アメリカ式）とブリティッシュ（ヨーロッパ式）に大別され、形状や機能に違いがある。
たとえばウェスタン鞍には前部中央にグリップ（ホーン）がつけられているが、ブリティッシュ鞍にはない。また、ブリティッシュ鞍では金属やプラスチック製の鐙が主流だが、ウェスタン鞍では革製である。
乗馬目的に応じて鞍の種類は総合鞍・障害鞍・馬場鞍等があり、形状・重量は異なるがいずれも腹帯を用いて馬の胴体と固定する。尻を乗せる部分の両側の腿（もも）や膝が触れる位置にはフラップと呼ばれる垂れを取りつける。
競馬等の競走種目で用いる障害鞍では、一般に「鞍上（あんじょう）の」と表現される騎乗中の騎手は、両膝で馬の胴体を押えて鞍に尻を乗せることは少ないため、尻を乗せる部分は形骸化した形を保つのみであり、さらに馬の負担を避けることもあって、一般的な乗馬に用いる総合鞍に比べて著しく軽量化が図られている。
騎馬民族は幼い頃より馬に親しみ、いわゆる人馬一体で鞍を用いずに乗馬できるが、馬の背の断面は丸く滑りやすいため、経験のない者が鞍を付けない馬に座ることまでは出来ても、馬が動き出した途端に滑り落ちることが多い。
日本国内で唯一の馬具メーカーとして、ソメスサドル株式会社が乗馬鞍・競馬鞍の製造をしている。競馬鞍に関しては競馬騎手のシェア7割を超えている。

## 鞍に関する用語

### サドルステッチ
サドルステッチ (Saddle stitch) とは皮革製品全般で用いられる縫製技術の一つ。接合する皮革にあらかじめ糸を通す部分の穴を空け、糸を表・裏から8の字状に縫い合わせた縫い目を指す。片側の糸が破断しても容易に解（ほつ）れることがなく耐久性が非常に高い。
現代の高名な皮革製品ブランドの多くは創業時に乗馬用の皮革製品を扱っていた馬具（ばぐ）専門企業が多い。馬具が期待する耐久性や機動性を実現するために培ってきた用途に応じた材質の選別等のノウハウや馬具特有の縫製技術を受け継ぎ、親子数代にわたって使い継がれる耐久性のある高品質な製品を提供している。

### サイドサドル

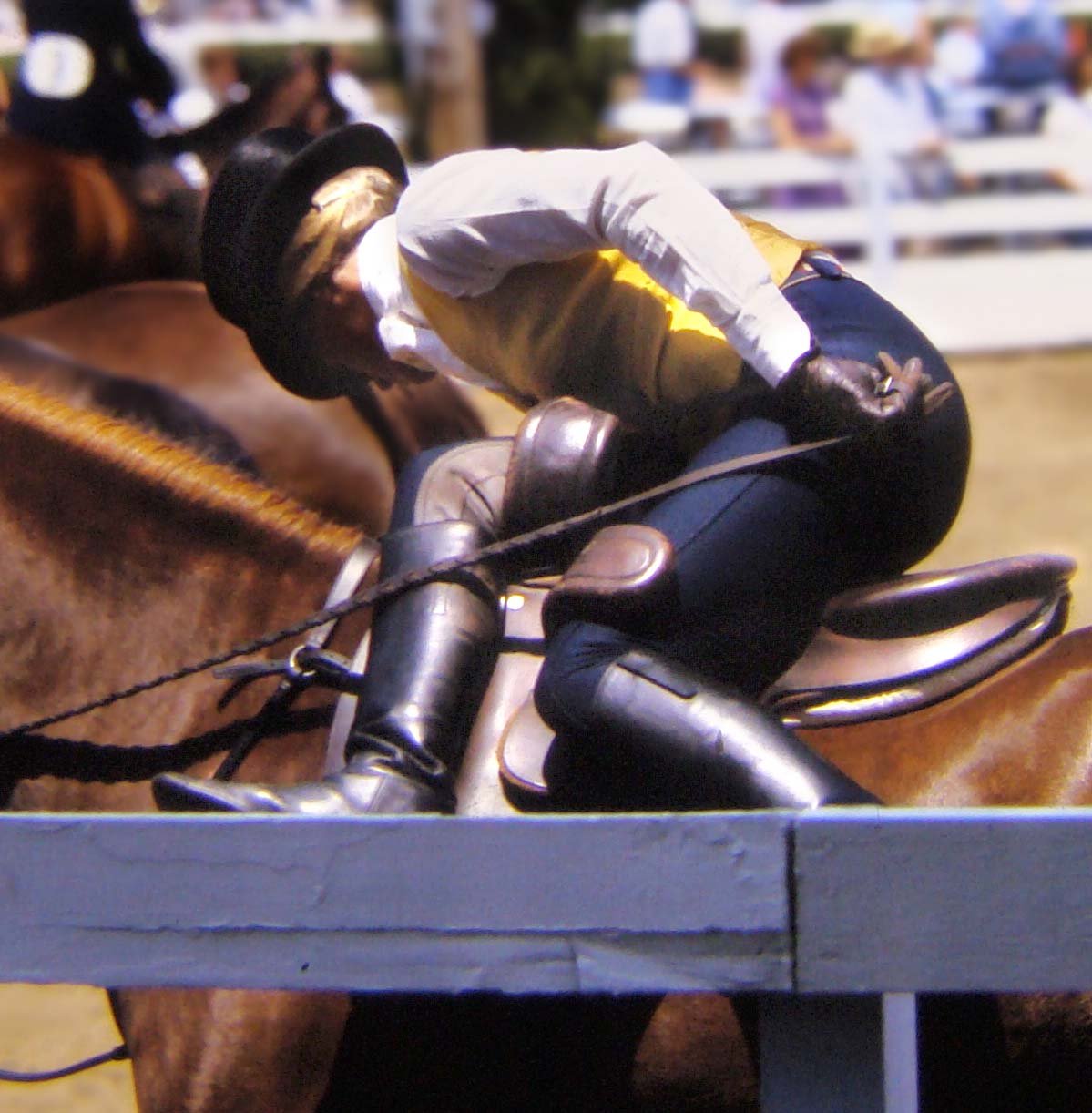
サイドサドルで騎乗し、腹帯を締める女性騎手。

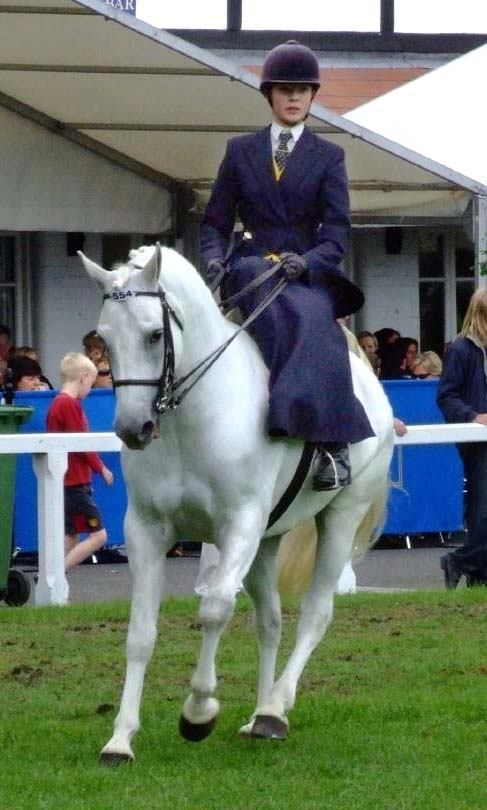
競技会のサイドサドル部門。

サイドサドル (Sidesaddle) とは、スカートを穿（は）いた女性が馬背に「跨（また）がる」のを避けるため、乗馬の際に騎乗者の胴体を進行方向に向けず、馬背に横向きに座り、頭部のみを進行方向に向ける、女性固有の騎乗姿勢およびそれに用いられる鞍をいう。現代のサイドサドルはホーンと呼ばれる二つの突起を備えており、騎手は脚でこれを挟みこむことで騎座を安定させる。競技会など公式な場では左に座るが、プライベートな場では右でも許される。
サイドサドルによってタイトスカートでも騎乗することができるが、騎手は身体を常にねじった状態であるため、腰から背部を傷めることが多く、馬体の両側に対して脚で扶助を行うことができないので、脚の置かれない側は長鞭を使って補助としなくてはならない。また片側に多く負荷がかかるので馬にとっても悪影響がある。

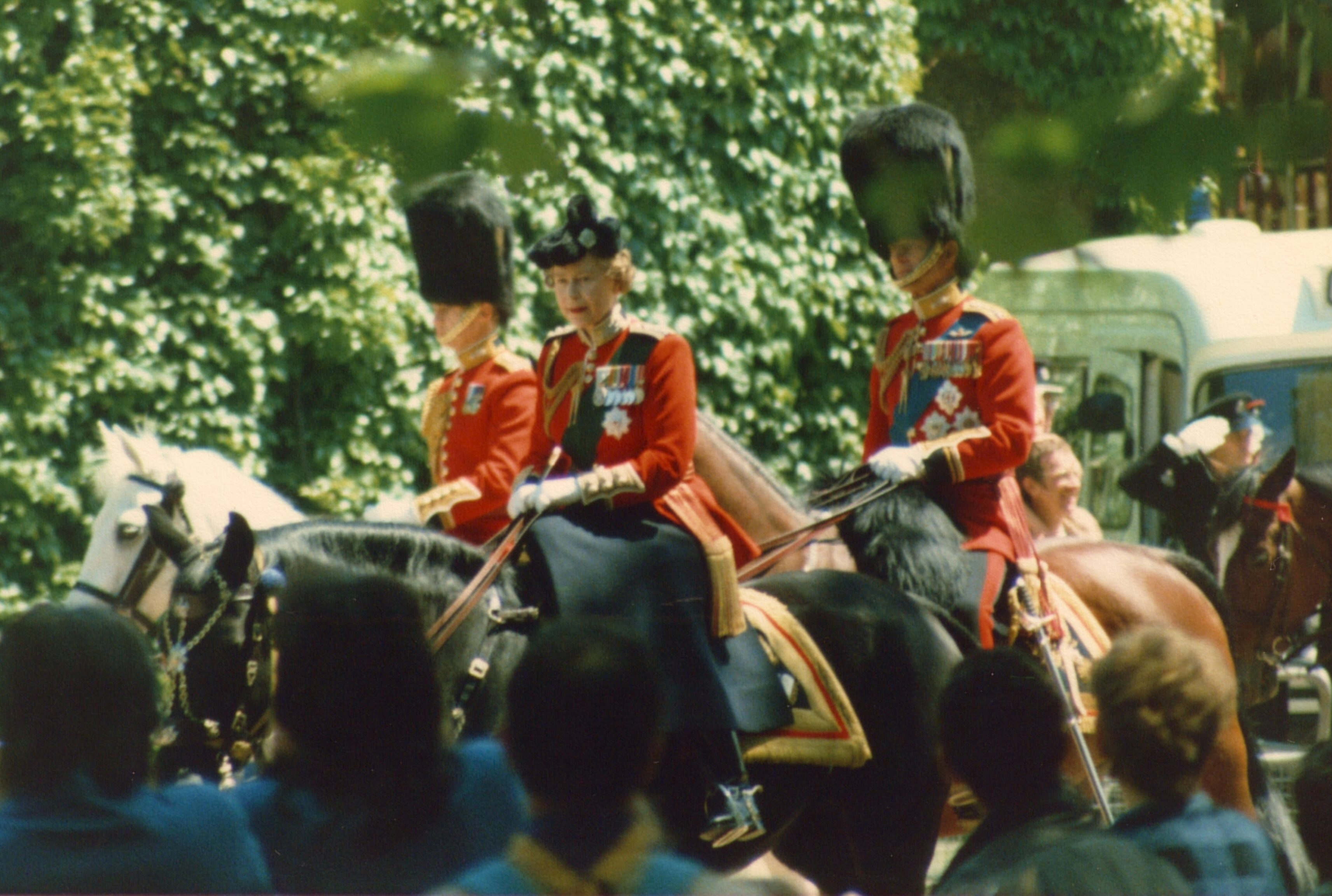
サイドサドルで騎乗するパレード中のエリザベス2世（1986年）

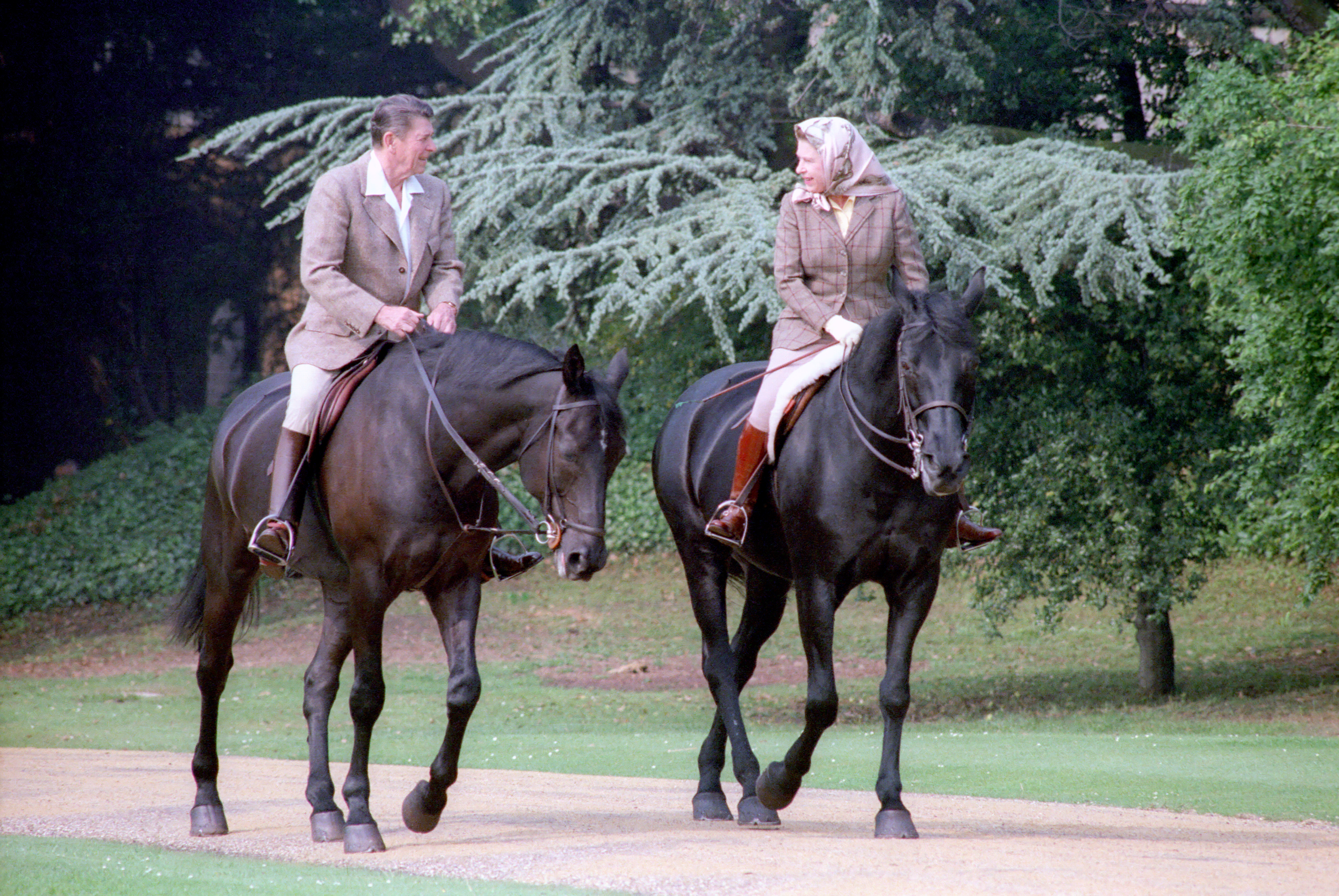
跨がって騎乗するエリザベス2世と会話するロナルド・レーガン（1982年）

かつては女性にとって必須の乗馬作法であったが、女性の社会進出と平等感の浸透により、女性も跨がって騎乗することが普通となっている。現在では貴族でもプライベートでは跨がることがあり、伝統的な競技会（サイドサドル部門が設けられている）や公式なパレード以外では見られない。また北米では当初からサイドサドルを使う文化が無く、競馬の女性騎手も跨がって騎乗している。

### 鞍数
鞍数（くらすう）とは、乗馬・馬術の習熟度や経験度を計る目安の一つで、騎乗した回数のことを指す。
正確には45分～1時間程度の1回の騎乗を一鞍（ひとくら）と数える。
たとえば乗馬クラブにビジターで訪れた場合などに、あてがう馬や、行う運動の種類、難易度などの選択、判断のため、鞍数を尋ねられる場合が多い。